# 张宝义
张宝义（1945年1月—），男，河北曲阳人，中华人民共和国政治人物，曾任张家口市人民政府市长，第九届全国人大代表。